# Adelognathus eurus
Adelognathus eurus är en stekelart som beskrevs av Dmitriy R. Kasparyan 1990. Adelognathus eurus ingår i släktet Adelognathus och familjen brokparasitsteklar. Inga underarter finns listade i Catalogue of Life.